# Wolfgang Oppler

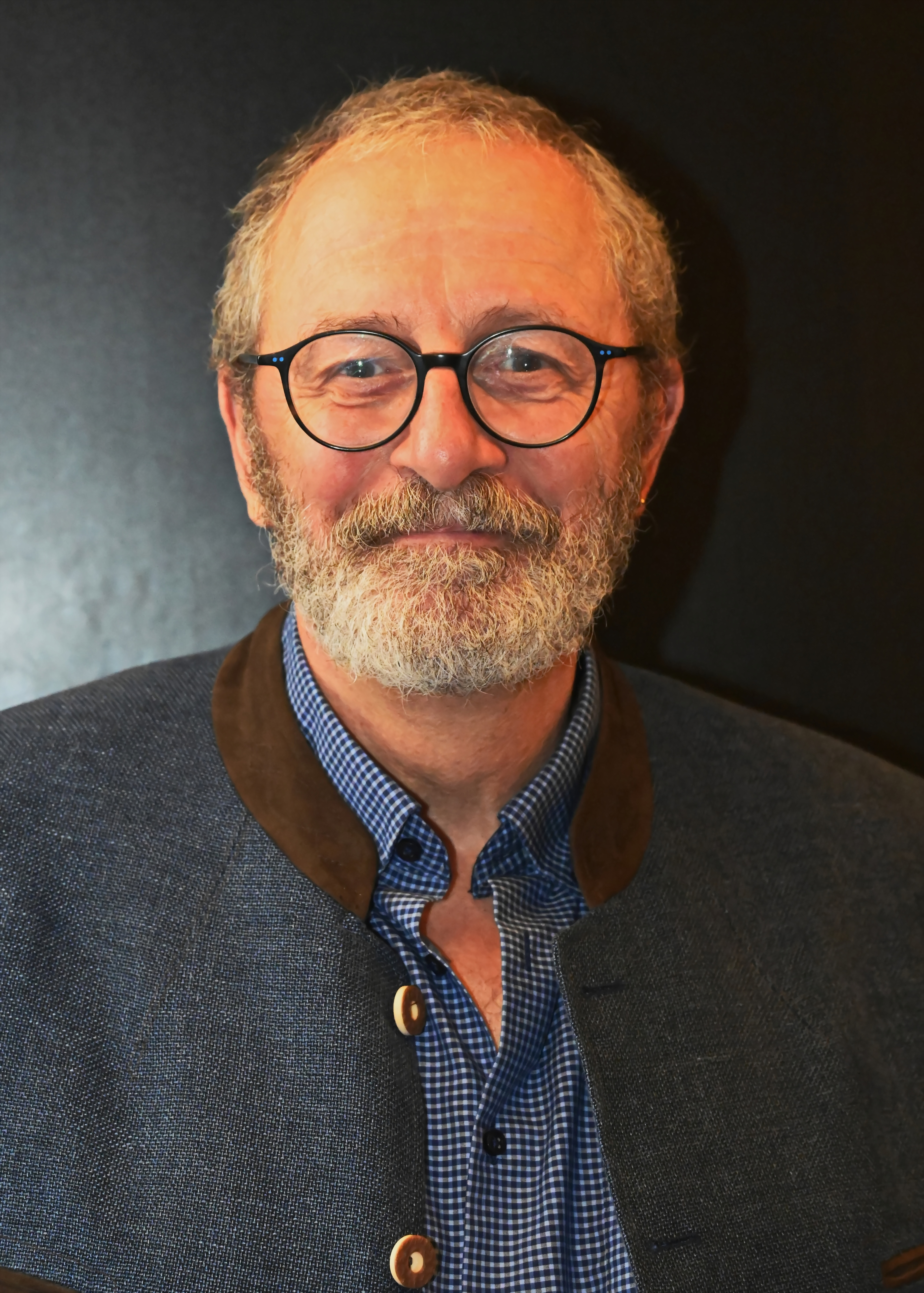

Wolfgang Oppler (* 18. Januar 1956 in Rosenheim) ist ein deutscher Autor.

## Leben
Während der Schulzeit in München erhielt er eine Aufnahme in den Friedl-Brehm-Kreis. Er schloss ein Jurastudium in München ab und war Syndikus einer Bank.
Wolfgang Oppler ist ein Schreiber von Gedichten, Kurzgeschichten, Szenen, Puppentheaterstücken für Kinder und Erwachsene. Viele seiner Texte sind in bairischer Mundart verfasst. Die Gedichte und Puppentheater-Stücke sind voller Reime, Endreime, Stabreime, Stabhochreime. Diese verlegte Friedl Brehm, einige Texte sind auch in Anthologien und Zeitschriften anderer Verlage erschienen. Er selbst sagt über seine Texte, sie seien keine Lyrik, sondern Basstubik, da sie nicht geeignet seien zur Lyra gesungen zu werden, sondern zur Basstuba.
2006 wurde er zu den Münchner Turmschreibern berufen. Seit 2017 ist er Präsidiumsmitglied der Münchner Turmschreiber.

## Publikationen
- Vaschdeggsdal. Gedichte. Friedl-Brehm-Verlag, Feldafing 1976, ISBN 3-921763-50-9.
- Fangamandl. Gedichte. Friedl Brehm-Verlag, Feldafing 1979, ISBN 3-921763-60-6.
- Ochsenschwanz und Eselsohren. Selbstverlag, Unterschleißheim 2000, ISBN 3-00-006871-6.
- Bärendreck und Blasmusik. Anton G. Leitner Verlag, Weßling 2016, ISBN 978-3-929433-32-6.
- Zimtrausch, Kaufbaum, Tannenstern. chiliverlag, Verl 2019, ISBN 978-3-943292-83-1.
- Traxl und der tote Lebemann. Kriminalroman. Volk Verlag, München 2024, ISBN 978-3-86222-490-6.
- Traxl und der linke Rechtsanwalt. Kriminalroman. Volk Verlag, München 2025, ISBN 978-3-86222-534-7.